# Edward Davidson

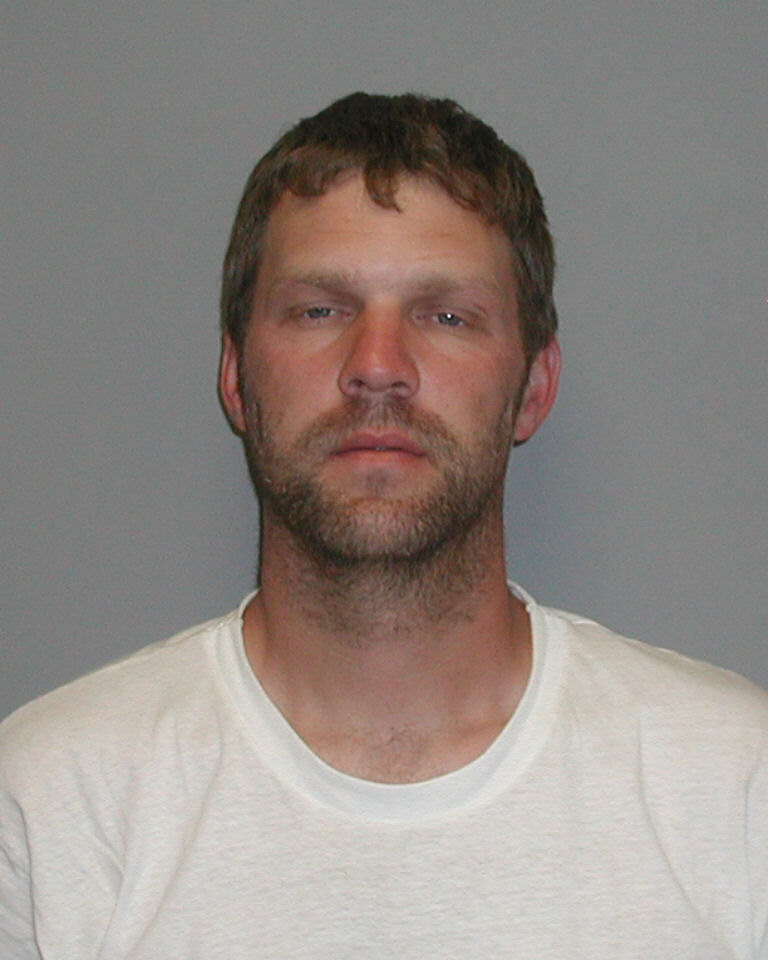
Mugshot van Edward Davidson

Edward (Eddie) Davidson (29 juli 1972 – 24 juli 2008), Edward Davidson stond bekend als ‘the Spam King’. Hij was een Amerikaans e-mail reclamemaker. Tussen 5 juli 2002 en 15 april 2007 stond hij aan het hoofd van Power Promoters.

## Spamkoning
Power Promoters hield zich bezig met het versturen van grote hoeveelheden ongevraagde, commerciële e-mailberichten voor bedrijven. Op die manier werd naamsbekendheid
gecreëerd of vergroot. Het versturen van deze berichten gaf Davidson uit aan onderaannemers.
Tussen 2002 en 2005 verstuurde Davidson berichten voor luxe-artikels. Tussen 2005 en 2006 ging het over op penny-stocks. Dit zijn zeer goedkope, maar vaak waardeloze aandelen. Ze werden aangeprezen als een prima investering.
Davidson kon wereldwijd over honderdduizenden e-mailadressen beschikken. Hij beschikte thuis over de nodige apparatuur om zijn activiteiten uit te voeren. Davidson werkte voor 19 bedrijven.
Om te voorkomen dat zijn spam-berichten door filters werden onderschept, gebruikten Davidson en zijn onderaannemers verschillende trucs. Zo verhulde hij de identiteit van de verzender door valse hoofdingen te gebruiken. Hiermee verhulde hij de identiteit van de verzender.
Zijn titel als spamkoning verdiende hij door zijn veroordeling in de VS. Hij moest voor 21 maanden achter de tralies.

## Juridische problemen
Davidson werd in juni 2007 op basis van de Amerikaanse CAN-SPAM Act of 2003 aangeklaagd. Op 3 december 2007 verklaarde hij zich ter terechtzitting bij de districtsrechtbank van Colorado schuldig. Op 28 april 2008 werd hij veroordeeld tot 21 maanden cel en betaling van $714.139 aan de Amerikaanse belastingdienst. Davidson deed afstand van zijn aangeslagen eigendommen. Dit was een eerste aflossing van zijn schulden aan de staat.

## Gevangenis
Op 27 mei 2008 moest Davidson zich melden bij de gevangenis. Hij zat zijn straf uit als gevangene 35082-013 in de lichtbeveiligde afdeling van de federale gevangenis bij Florence in Colorado.

## Ontsnapping en dood
Op 20 juli van datzelfde jaar kon Davidson ontsnappen uit de gevangenis. Diezelfde week werd zijn collega spamkoning, Robert Soloway, veroordeeld tot vier jaar cel. Davidson werd vier dagen later dood aangetroffen in Arahoe County. Volgens de autoriteiten pleegde hij zelfmoord na eerst zijn vrouw en een van zijn kinderen te hebben vermoord. Zijn jongste zoon bleef ongedeerd, zijn 16-jarige dochter ontsnapte en sloeg alarm, maar liep wel een schotwond op.